# فارست‌ویل، شهرستان سچویلکیلل، پنسیلوانیا
فارست‌ویل (به انگلیسی: Forestville) یک منطقهٔ مسکونی در ایالات متحده آمریکا است که در شهرستان سچویلکیلل، پنسیلوانیا واقع شده‌است. فارست‌ویل۲٫۲ کیلومتر مربع مساحت و ۴۳۱ نفر جمعیت دارد.